# Lomita
Lomita är en stad i Los Angeles County, Kalifornien, USA. 
Befolkning: 20046 personer vid folkräkningen år 2000. 
Lomita betyder "liten kulle" på spanska.

## Geografi
Enligt United States Census Bureau, upptar staden en areal av 4,9 km², allt är land. Staden ligger i den västra delen av Los Angeles-slätten norr om Palos Verdes-halvön och gränsar till städerna Los Angeles, Rancho Palos Verdes, Rolling Hills Estates och Torrance.

## Befolkning
Enligt folkräkningen år 2000 var 66,16%"Vita", 4,18% Afroamerikaner, 0,70% "Indianer"/"amerikansk ursprungsbefolkning", 11,41% asiater, 10,79% "av annan ras" och 6,23% "av två eller flera raser". Latinamerikaner "oavsett ras" utgjorde 26,20% av befolkningen.
11,1% av befolkningen levde under fattigdomsgränsen.